# Sceloporus smaragdinus
La lagartija-escamosa esmeralda-de Bocourt  (Sceloporus smaragdinus) es una especie de lagarto que pertenece a la familia Phrynosomatidae. Es nativo de Guatemala y de Chiapas (México). Su rango altitudinal oscila entre 2000 y 4000 m s. n. m..